# Carcinoma epitelial-mioepitelial
O carcinoma epitelial-mioepitelial (CEM) é uma neoplasia maligna (câncer) bifásica de glândulas salivares, composto por células epiteliais e mioepiteliais.

## Sinais e sintomas
O CEM usualmente se apresenta como uma massa indolor, de crescimento lento e usualmente unilateral. Em casos raros, pode haver paralisia do nervo facial e linfadenopatia, normalmente indicando transformação em alto grau.

## Aspectos radiográficos e histológicos

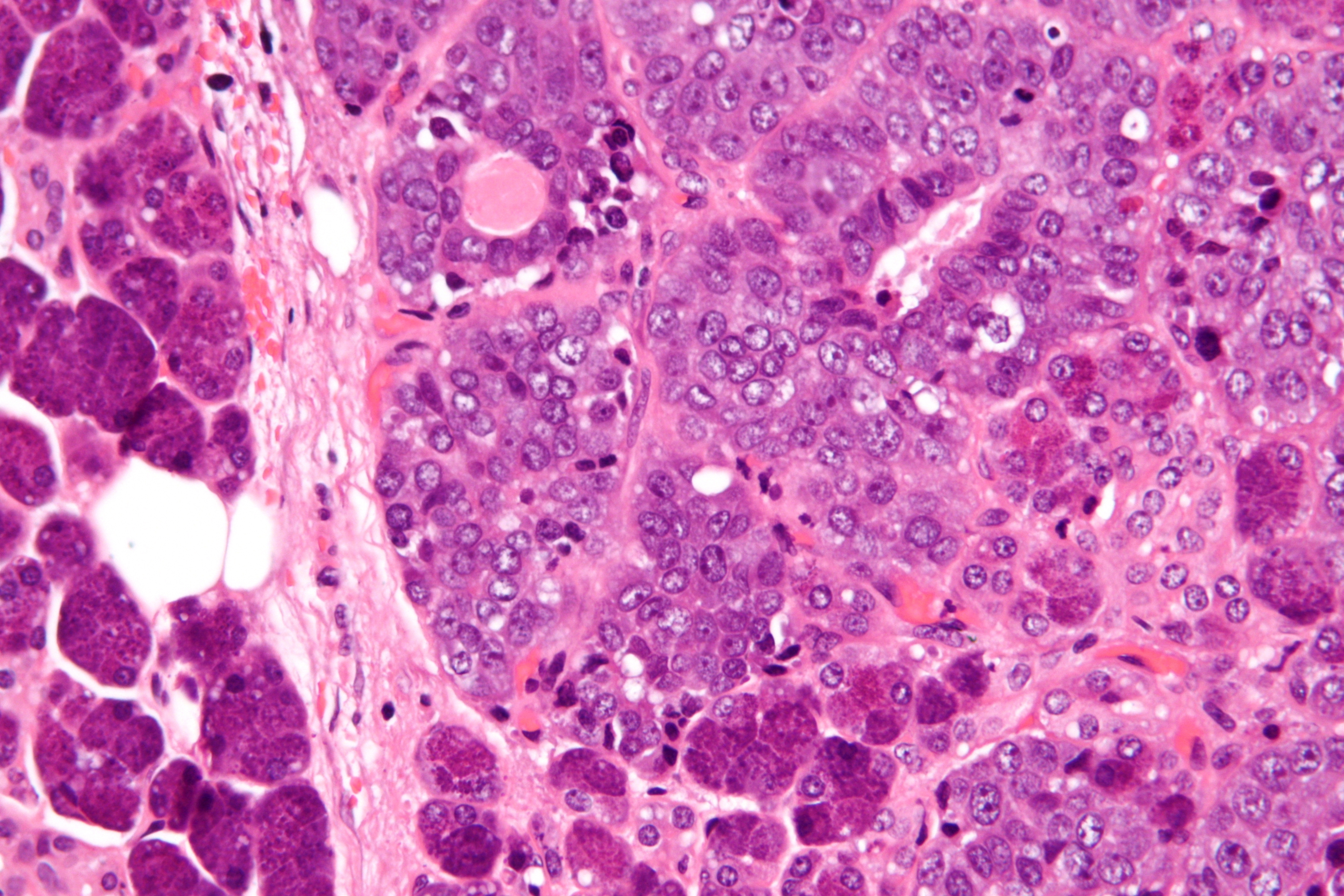
Carcinoma epitelial-mioepitelial (à direita da imagem). Observa-se morfologia tubular e a presença de células epiteliais e mioepiteliais.

Na ressonância magnética, o CEM não possui aspectos específicos que o diferenciem de outras lesões de glândulas salivares: a maior parte das lesões (71%) são predominantemente sólidas, com margens delimitadas e parcialmente encapsuladas; uma minoria das lesões é multilocular ou cística (29 a 43%). O componente sólido é usualmente homogêneo e isointenso em T1, e heterogêneo e hiperintenso em T2.
Histologicamente, o CEM se organiza com uma bicamada de células luminais com citoplasma eosinofílico, e células mioepiteliais de citoplasma claro e ricas em glicogênio na periferia. Alguns outros subtipos arquiteturais podem ser vistos, como tubular, glandular, sólido, cístico ou papilar, e a proporção entre células epiteliais e mioepiteliais pode variar. A metaplasia escamosa, sebácea ou em corpos de Verocay pode ser encontrada.
Em casos raros pode se observar outras variantes morfológicas, como a oncocítica (normalmente de arquitetura papilar, com calcificações e citoplasma granular, que afeta pacientes mais velhos) ou apócrina (arquitetura cribiforme ou sólida, com células ductais intensamente eosinofílicas e morfologia apócrina, produzindo secreção luminal; essas células são positivas para receptor de andrógeno e GCDFP-15).
Cerca de 20% dos CEM possuem transformação em alto grau, usualmente do componente epitelial, que sugere pior prognóstico: nesses tumores, há proliferação de células atípicas em lençol e ilhotas sólidas, com aumento do número de mitoses e necrose.

## Causas
Presume-se que o CEM tenha origem nas células do ducto intercalado, e 85% dos tumores possuem mutação de HRAS. Uma parte dos CEM está associada a um adenoma pleomórfico preexistente.

## Epidemiologia
O CEM é uma neoplasia incomum, representando 1 a 2% de todos as neoplasias de glândulas salivares. Afeta principalmente as glândulas salivares maiores como a parótida (70%) e submandibular (12%), mas também pode afetar glândulas salivares menores como no palato. Possui média de idade de 64 anos ao diagnóstico, e ligeira predileção por mulheres (1,6:1).

## Diagnóstico
Seu diagnóstico é feito a partir do exame anatomopatológico. A imuno-histoquímica pode auxiliar no diagnóstico:
- Células ductais: positivas para AE1/AE3, EMA, DOG1, S100 e SOX10;
- Células mioepiteliais: positivas para p63, actina de músculo liso, calponina, DOG1, S100 e SOX10.

O diagnóstico diferencial inclui:
- Adenoma pleomórfico;
- Carcinoma adenoide cístico;
- Adenoma de células basais;
- Carcinoma mucoepidermoide.

## Prognóstico e tratamento
O prognóstico do CEM usualmente é favorável, com sobrevida média de até 165 meses após diagnóstico, embora até 81% dos pacientes estejam livres de doença em 15 anos. Alguns fatores que indicam pior prognóstico incluem: localização em glândula salivar menor, tamanho >4 cm, alto índice mitótico, transformação em alto grau, invasão linfovascular, necrose, anaplasia mioepitelial, idade avançada, etnia negra, e tratamento não cirúrgico ou cirurgia com margens positivas.
O tratamento consiste na ressecção cirúrgica completa, e a radioterapia adjuvante para reduzir a recidiva locorregional.